# Echiniscus rufoviridis
Echiniscus rufoviridis är en djurart som tillhör fylumet trögkrypare, och som beskrevs av Du Bois-Reymond Marcus 1944. Echiniscus rufoviridis ingår i släktet Echiniscus och familjen Echiniscidae. Inga underarter finns listade i Catalogue of Life.